# Triops granarius
Triops granarius – gatunek przekopnicy z rodziny Triopsidae, zasięgiem występowania obejmujący wschodnią część Azji.

## Wygląd
Triops granarius posiada spłaszczony tułów pokryty karapaksem. Z tylnej części tułowia wychodzi długi ogon zakończony widełkami. Przekopnica posiada troje oczu i liczne odnóża na spodniej części tułowia. Osiągają (wraz z widełkami) do 10 cm.

### Dymorfizm płciowy
Samce są lżejsze i posiadają dłuższe ogony niż samice. Występują też formy obupłciowe.

## Występowanie
Przekopnice te są szczególnie częstym widokiem na polach ryżowych w Chinach, znaleźć je można także w Japonii, gdzie są gatunkiem inwazyjnym uważanym za szkodnika. Przez znaczną część czasu przekopnica ta była mylnie uważana za gatunek szeroko rozpowszechniony od południowej Afryki, przez Bliski Wschód aż po Syberię. Najnowsze badania mówią jednak, że jest ona spotykana tylko we wschodniej Azji, natomiast populacje z Afryki i środkowej Azji są odrębnymi gatunkami.

## Tryb życia
Żyją do 90 dni, podobnie jak inne przekopnice występują w okresowo wysychających zbiornikach wodnych i żywią się głównie detrytusem.